# Noordbeemster
Noordbeemster is een dorp in de Nederlandse gemeente Purmerend, in de provincie Noord-Holland. Het dorp heeft 615 inwoners (2023).
Noordbeemster is het kleinste van de vier dorpen in de Beemster, hoewel het qua aantal inwoners ongeveer gelijk ligt aan Westbeemster. De naam is afgeleid van het landkavel. Langzaam groeide er een kleine kern in deze landkavel, die als vanzelf Noordbeemster werd genoemd. Noordbeemster is ontstaan als een lint van huizen en boerderijen. Daartussen ontwikkelden zich winkels, een school en een café. Het dorp heeft altijd het uiterlijk gehad van de oude buurten die in de Beemster waren ontstaan. In 1962 woonde er in het dorp zo'n 150 mensen. In 2004 waren het er 360. Nabij Noordbeemster staat de Doopsgezinde kerk ook wel Vermaning genoemd. Deze kerk is in 1784 gebouwd. In de kerk staat een Flaes orgel uit 1887. Dit orgel is het enige orgel in Nederland dat nog met de hand van lucht wordt voorzien.